# Ardecore
Ardecore è un supergruppo nato dall'incontro artistico tra il cantautore Giampaolo Felici e la band punk jazz degli Zu, entrambi romani, con la partecipazione del chitarrista statunitense Geoff Farina (frontman dei Karate). L'intento del gruppo musicale, guidato da Felici, è quello di rielaborare in chiave moderna le canzoni appartenenti alla tradizione popolare romanesca, rispettandone l'ossatura e le particolarità stilistiche.

## Il nome
Il nome del gruppo gioca sul termine inglese hardcore storpiato in dialetto romanesco ("brucia il cuore").

## Storia
L'idea della collaborazione nasce nel 2002 durante il tour europeo che i Karate di Geoff Farina fecero con gli Zu e con i Blind Loving Power di Giampaolo Felici come gruppi di apertura. Ogni concerto veniva aperto e chiusi con dischi di vecchi stornelli romani. Da qui nacque l'idea di una collaborazione volta a omaggiare e rivisitare la musica tradizionale capitolina in chiave moderna.
Occorreranno due anni però prima che il progetto si concretizzi e il primo disco, Ardecore, esce nel 2005 per la collana de il manifesto. Il filo conduttore delle nove canzoni che compongono l'album è l'ispirazione al lato più oscuro e drammatico della tradizione popolare romana. Le tematiche principali, quindi, sono l'amore, nel suo aspetto più tragico (la morte, il tradimento), le insidie del Tevere e il carcere.
Nel 2007 esce il loro secondo disco, Chimera, dai toni meno cupi del predecessore e, altra novità rispetto all'esordio, con tre brani originali, il disco è stato premiato con una Targa Tenco nella categoria "miglior opera prima".
La formazione iniziale viene modificata dall'aggiunta di percussioni e fiati e dall'inclusione di un intero gruppo, il trio romano punk jazz degli Squartet, che si alterna agli Zu nel ruolo di gruppo di supporto.
Dopo tre anni dall'album precedente, il 3 dicembre 2010 esce il doppio album San Cadoco, che vede l'ingresso nel gruppo della cantante romana Sara Dietrich.

## Formazione
- Giampaolo Felici - voce, chitarra
- Geoff Farina - chitarra
- Massimo Pupillo (Zu) - basso
- Luca T. Mai (Zu) - sassofono
- Jacopo Battaglia (Zu) - batteria, percussioni
- Marco Di Gasbarro (Squartet) - percussioni
- Manlio Maresca (Squartet) - chitarra elettrica
- Fabiano Marcucci (Squartet) - contrabbasso
- Luca Venitucci - fisarmonica, tastiere
- Ludovica Valori - trombone, fisarmonica, tastiere
- Ersilia Prosperi - tromba
- Valerio Borgianelli - vibrafono, glockenspiel, percussioni
- Sarah Dietrich - voce

## Discografia

### Album in studio
- 2005 - Ardecore
- 2007 - Chimera
- 2010 - San Cadoco
- 2015 - Vecchia Roma
- 2022 - 996 - Le canzoni di G.G. Belli - Vol.1

### Raccolte
- 2016 - Vecchia Roma

### Compilation
- 2012 – Mamma Roma addio

## Riconoscimenti
Premio Tenco
- 2007 - Targa Tenco alla miglior opera prima[2]